# Tugare
Tugare is een plaats in de gemeente Omiš in de Kroatische provincie Split-Dalmatië. De plaats telt 781 inwoners (2001).